# 船橋市立三田中学校
船橋市立三田中学校（ふなばししりつ みたちゅうがっこう）は、千葉県船橋市田喜野井にある公立中学校。略称は「三田中」（みたちゅう）。
2019年現在生徒数701名。

## 沿革
- 1974年（昭和49年） - 船橋市立三田中学校として開校。
- 三山小学校、田喜野井小学校、三山東小学校、薬園台南小学校から生徒が入学

## 著名な卒業生
- だいにぐるーぷ - YouTuber